# Visând la Jeannie
Visând la Jeannie (în engleză I Dream of Jeannie) este un serial american de televiziune fantasy sitcom  creat de Sidney Sheldon, cu Barbara Eden ca Jeannie, un djinn sufocant, cu vârsta de 2.000 de ani, și cu Larry Hagman ca un astronaut care se îndrăgostește și în cele din urmă se căsătorește cu Jeannie. Produs de Screen Gems, serialul a fost difuzat inițial din 18 septembrie 1965 până la 26 mai 1970, pe NBC, având în total 139 de episoade în cinci sezoane.

## Prezentare

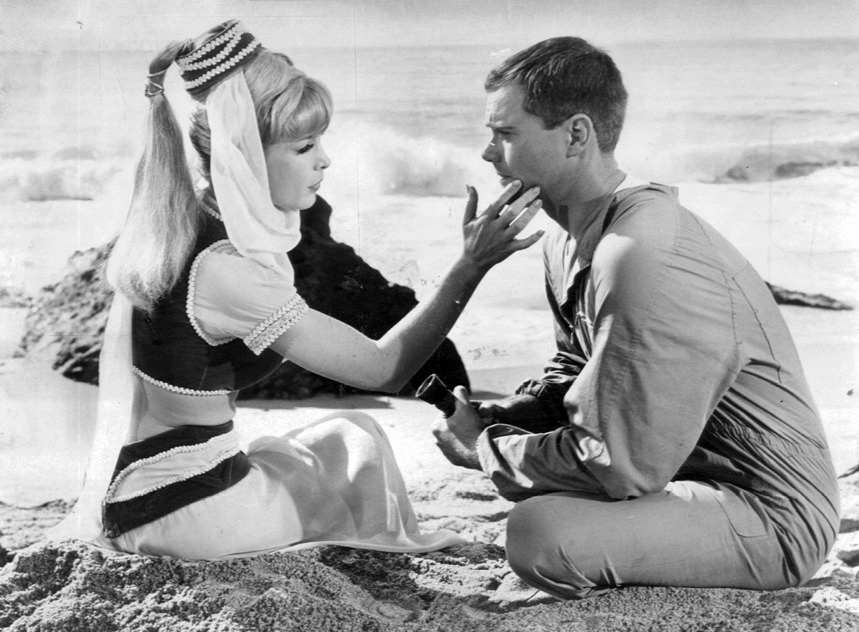
Jeannie, eliberată din sticla ei, este încântată să-l cunoască pe Tony.

În episodul pilot, „The Lady in the Bottle”, astronautul și căpitanul Tony Nelson, de la Forțele Aeriene ale Statelor Unite ale Americii, se află într-un zbor spațial atunci când capsula sa Stardust One aterizează departe de zona de recuperare planificată, lângă o insulă pustie din Pacificul de Sud. Pe plajă, Tony observă o sticlă ciudată care se rostogolește singură. Când o freacă accidental după ce i-a scos dopul, scoate fum și începe să iasă o femeie djinn vorbitoare de limba persană, aceasta se materializează și îl sărută pe Tony pe buze, șocându-l.
Ei nu se pot înțelege până când Tony își exprimă dorința ca Jeannie (un omofon în limba engleză de la genie / djinn) să poată vorbi engleza, ceea ce apoi face. În continuare, conform instrucțiunilor lui, ea „clipește” și face să apară un elicopter de recuperare pentru a-l salva pe Tony, care este atât de recunoscător, încât îi spune că este liberă, dar Jeannie, care s-a îndrăgostit de Tony la prima vedere după ce a fost prinsă în capcană timp de 2.000 de ani, reintră în sticla ei și o rostogolește în geanta lui Tony pentru a-l putea însoți acasă. Unul dintre primele lucruri pe care Jeannie le face, într-un episod următor, este să rupă logodna lui Tony cu fiica generalului său comandant, Melissa. Aceasta, dar și generalul, nu mai este niciodată văzută sau menționată din nou în serial. Producătorul Sidney Sheldon și-a dat seama că triunghiul romantic dintre Jeannie, Tony și Melissa nu va avea niciun viitor pe termen lung.
Tony la început o ține pe Jeannie în sticla ei de cele mai multe ori, dar în cele din urmă îi permite să se bucure de o viață proprie. Cu toate acestea, viața ei este dedicată în cea mai mare parte lui, iar cele mai multe dintre problemele lor existențiale provin din dragostea ei pentru el și din eforturile ei adesea greșite de a-i face plăcere, chiar și atunci când el nu-i vrea ajutorul. Eforturile sale de a ascunde faptele lui Jeannie, din cauza temerii sale că ar fi exclus din programul spațial dacă existența ei ar fi cunoscută, îl aduc în atenția psihiatrului rezident al NASA, colonelul  Dr. Alfred Bellows. Acesta încearcă de multe ori să le demonstreze superiorilor că Tony fie este nebun, fie ascunde ceva, dar întotdeauna planul său este dejucat („Mi-a făcut-o din nou!”), iar slujba lui Tony rămâne sigură. Frecvent apar diferite situații deoarece Jeannie își pierde puterile atunci când este închisă într-un spațiu închis. Ea nu poate ieși din sticlă atunci când este astupată și, în anumite circumstanțe, următoarea persoană care scoate dopul devine noul ei stăpân. O poveste cu mai multe episoade o implică pe Jeannie (în miniatură) să fie prinsă într-un seif atunci când acesta este încuiată accidental.

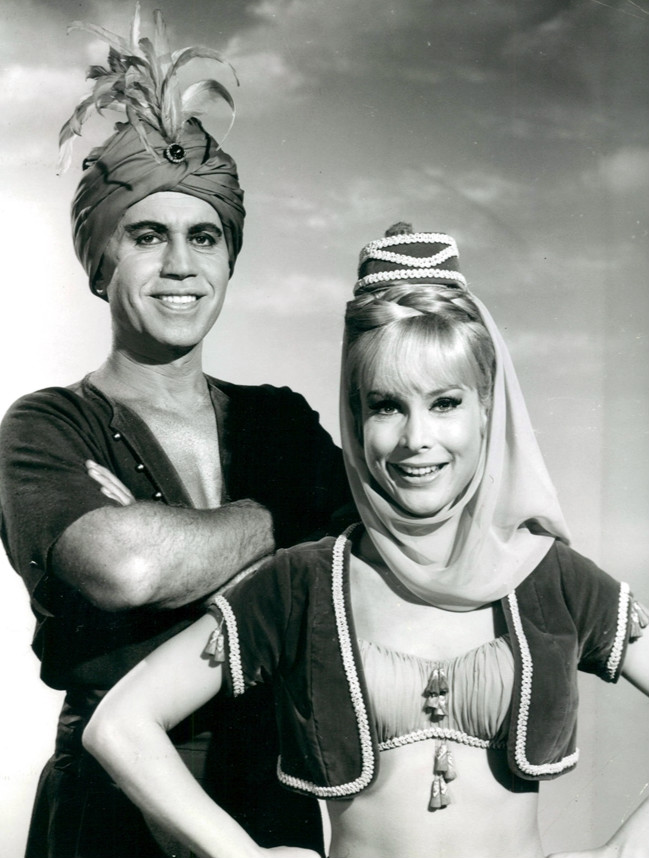
Eden cu soțul Michael Ansara ca djinnul albastru (1966)

Cel mai bun prieten și colegul astronaut al lui Tony, căpitanul Roger Healey de la Corpul de Ingineri ai Armatei Statelor Unite, nu știe despre magia lui Jeannie în primele 16 episoade, deși se întâlnesc în episodul 12. Când Roger află că aceasta este un djinn, el îi fură sticla, devenind temporar stăpânul ei. Roger este adesea arătat ca o fetiță nebună sau făcând planuri să câștige bani rapid. Ocazional, el speră să o ceară pe Jeannie, astfel încât să o poată folosi pentru a avea un stil de viață generos sau pentru a găsi prietene frumoase, dar, în general, respectă faptul că Tony este stăpânul lui Jeannie. Atât Tony, cât și Roger sunt promovați la gradul de maior la sfârșitul primului sezon. În sezoanele ulterioare, rolul lui Roger este reconfigurat pentru a-l portretiza ca știind despre Jeannie de la început (adică el a fost cu Tony în zborul spațial care a aterizat și, astfel, a văzut-o pe Jeannie prezentându-se lui Tony).
Sora geamănă malefică a lui Jeannie, menționată într-un episod al sezonului doi (numită și Jeannie – deoarece, după cum explică personajul Barbara Eden, toți ginii feminini poartă numele de Jeannie – și, de asemenea, portretizată de Barbara Eden, cu o perucă brunetă), se dovedește că are o serie răutăcioasă care începe în al treilea sezon (ca și în apariția ei inițială în „Jeannie or the Tiger?”), încercând în mod repetat să-l fure pe Tony pentru ea însăși, însă ea să fie adevăratul „stăpân”. Ultima ei încercare în acest sens apare la scurt timp după ce Tony și Jeannie s-au căsătorit, cu un truc care implică un bărbat interpretat de soțul din viața reală a lui Barbara Eden la acea vreme, Michael Ansara (ca un fel de glumă, în timp ce sora lui Jeannie se preface că este atrasă de el, dar îl batjocorește în privat). Sora cea rea poartă un costum verde, cu o fustă în loc de pantaloni.
La începutul celui de-al cincilea sezon, Jeannie este chemată de unchiul ei Sully (Jackie Coogan) să devină regina țării natale a familiei lor, Basenji. Tony ofensează din neatenție mândria națională a celor din Basenji în cearta lor cu vecinii din Kasja. Pentru a-și recâștiga favoarea, Sully îi cere lui Tony să se căsătorească cu Jeannie și să răzbune onoarea celor din Basenji ucigându-l pe ambasadorul din Kasja când acesta vizitează NASA. După ce Sully îl pune pe Tony la o încercare de a-l ucide pe ambasador, Tony îi răspunde într-un acces de furie că s-a săturat de Sully și cohortele lui și că nu s-ar căsători cu Jeannie, chiar dacă ea ar fi „ultimul djinn de pe pământ”. Auzind acest lucru, Jeannie îl părăsește cu amărăciune pe Tony și se întoarce la Basenji. În timp ce Jeannie este departe de el, Tony își dă seama cât de mult o iubește. Zboară la Basenji pentru a o recâștiga pe Jeannie. La întoarcerea lor, Tony o prezintă pe Jeannie drept logodnica lui. Ea se îmbracă ca o femeie americană modernă. Acest lucru a schimbat premisa spectacolului: ascunderea abilităților magice ale Jeanniei mai degrabă decât existența ei. Acest lucru, însă, contrazice ceea ce este dezvăluit în episodul „The Birds and Bees Bit”, în care se pretinde că, fupă căsătorie, un djinn își pierde toate puterile magice.

## Distribuție

### Personaje principale
- Barbara Eden - Jeannie, un djinn
- Larry Hagman - căpitanul/maiorul Anthony „Tony” Nelson
- Bill Daily - căpitanul/maiorul Roger Healey
- Hayden Rorke - col. Dr. Alfred Bellows

### Personaje secundare
- Barton MacLane - generalul Martin Peterson (sezoanele 1–4, 35 de episoade)
- Emmaline Henry - Amanda Bellows (sezoanele 2–5, 34 de episoade)
- Philip Ober - Brig. Gen. Wingard Stone (sezonul 1, episoadele 1 și 4)
- Karen Sharpe - Melissa Stone (sezonul 1, episoadele 1 și 4)
- Henry Corden - tatăl lui Jeannie (sezonul 1, episodul 2)
- Abraham Sofaer - Haji, maestru al tuturor djinnilor (sezoanele 2-3)
- Vinton Hayworth - maior. Gen. Winfield Schaeffer (sezoanele 4–5)
- Michael Ansara - The Blue Djinn (sezonul 2, episodul 1) și ca Regele Kamehameha (sezonul 3, episodul 19); ca maiorul Biff Jellico (sezonul 5 episodul 12) și a regizat „One Jeannie Beats Four of a Kind” (sezonul 5 episodul 25)
- Barbara Eden - sora geamănă a lui Jeannie, Jeannie II (sezoanele 3-5)

Rolul mamei lui Jeannie a fost jucat de mai multe actrițe:
- Florence Sundstrom⁠(d) (sezonul 1, episodul 2)
- Lurene Tuttle⁠(d) (sezonul 1, episodul 14)
- Barbara Eden (sezonul 4, episoadele 2 și 18)

## Producție

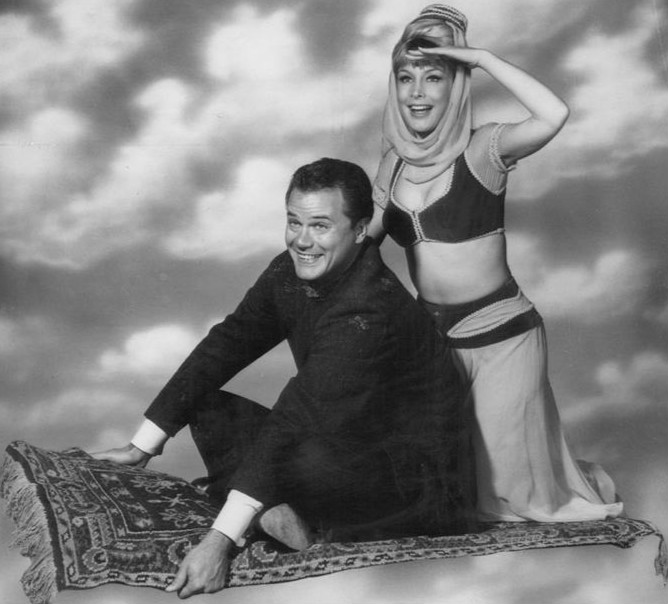
Tony și Jeannie

Serialul a fost creat și produs de Sidney Sheldon ca răspuns la marele succes al serialului Ce vrăji a mai făcut nevasta mea (Bewitched) transmis de rețeaua rivală, ABC, care a debutat în 1964 ca al doilea cel mai vizionat program din Statele Unite. Sheldon, inspirat de filmul din 1964 Sticla de alamă (The Brass Bottle), a venit cu ideea unui djinn feminin frumos. Atât I Dream of Jeannie, cât și Bewitched au fost producții ale companiei Screen Gems.
Când a început castingul pentru rolul lui Jeannie, producătorul Sidney Sheldon nu a putut găsi o actriță care să poată juca rolul așa cum l-a scris el. Avea o regulă specifică: nu dorea un djinn cu părul blond, pentru că asemănarea cu vrăjitoarea blondă din Bewitched ar fi fost prea mare. Cu toate acestea, după mai multe audiții nereușite, l-a sunat pe agentul Barbarei Eden. Eden a jucat și în The Brass Bottle în rolul muritoarei Sylvia Kenton.
Serialul a debutat la ora 20, sâmbătă, 18 septembrie 1965, pe NBC. Când NBC a început să difuzeze cea mai mare parte a programului său de televiziune de maximă audiență (prime-time) în toamna anului 1965, Jeannie a fost unul dintre cele două programe care au rămas în format alb-negru, în cazul său datorită efectelor fotografice speciale folosite pentru a realiza magia lui Jeannie. Până în cel de-al doilea sezon, totuși, s-a lucrat în continuare la tehnicile de creare a efectelor vizuale în culori, lucru necesar deoarece până în 1966 toate serialele de maximă audiență din Statele Unite erau realizate în culori.
Sheldon a vrut inițial să filmeze primul sezon în culori, dar NBC nu a vrut să plătească pentru cheltuielile suplimentare, deoarece rețeaua precum și Screen Gems credeau că serialul nu va ajunge la un al doilea sezon. Sheldon s-a oferit să plătească cei 400 de dolari suplimentari pentru un episod necesar filmărilor color la începutul serialului, dar directorul de la Screen Gems, Jerry Hyams, l-a sfătuit: „Sidney, nu-ți arunca banii”.

## Recepție

### Indicii Nielsen
Deși nu a fost niciodată un succes de rating, serialul a avut cele mai mari ratinguri în timpul celui de-al patrulea sezon (locul al 26-lea).
| Sezon   | Timp                  | Rang         | Rating           |
| ------- | --------------------- | ------------ | ---------------- |
| 1965–66 | Sâmbătă la 8:00–20:30 | #27          | 21,8 (egalitate) |
| 1966–67 | Luni la 8:00–20:30    | Nu în Top 30 | Nu în Top 30     |
| 1967–68 | Marți la 19:30–20:00  | Nu în Top 30 | Nu în Top 30     |
| 1968–69 | Luni la 19:30–20:00   | #26          | 20,7             |
| 1969–70 | Marți la 19:30–20:00  | Nu în Top 30 | Nu în Top 30     |

## Filme TV de reuniune
Barbara Eden a jucat în două filme de reuniune făcute pentru televiziune, care au prezentat faptele ulterioare ale lui Jeannie și Tony. Larry Hagman nu a mai interpretat rolul lui Tony Nelson în niciunul dintre filmele. Bill Daily a revenit ca Roger Healey în ambele filme, în timp ce Hayden Rorke a făcut o scurtă apariție în primul film. În 1985, Wayne Rogers a jucat rolul colonelului în retragere Anthony Nelson în I Dream of Jeannie. . . Cincisprezece ani mai târziu. În 1991, I Still Dream of Jeannie a fost difuzat cu Ken Kercheval, co-starul lui Hagman din Dallas, în rolul „stăpânului” lui Jeannie. Un al treilea film a fost planificat, dar nu a fost finalizat.

## Serial animat
Hanna-Barbera Productions a produs un serial de animație Jeannie. Acest serial animat este complet separat de seria  live-action cu Eden. Serialul animat a fost difuzat inițial din septembrie 1973 până în 1975, cu personaje ca Jeannie (voce: Julie McWhirter⁠(d) ) și Babu (cu vocea fostului star Three Stooges Joe Besser⁠(d)).